# Ройхувуори
Ройхувуори (фин. Roihuvuori) — микрорайон, входящий в состав более крупного городского района Херттониеми в восточном Хельсинки. Расположен между заливами Стрёмсинлахти и Поролахти. Ройхувуори граничит с районами Херттониеменранта на западе, районами Итякескус и Марьяниеми на востоке, а также с районом Лааясаало на юге и Херттонемиранта на севере. Расстояние до центра Хельсинки по прямой составляет около семи км, по автодороге — около 10 км.  Население — 8275 человек (2024), площадь — 1,53 км². Ройхувуори и в целом Херттониеми являются одними из первых объектов комплексной жилой микрорайонной застройки в Финляндии. Западная часть Херттониеми была спланирована и в основном застроена в 1946–1955 годах, а Ройхувуори, который первоначально назывался Восточным Херттониеми, — в 1954–1964 годах. Первые жильцы многоквартирных домов переехали в Ройхувуори в 1955 году.  

## История названия
Район изначально был известен под названием Восточный Херттониеми, однако для стремительно развивающегося района нужно было придумать собственное уникальное название, и поэтому 1 января 1958 года он был переименован в Ройхувуори.  

## Расположение и застройка
Ройхувуори — часть района Херттониеми, расположенная между заливами Стрёмсинлахти и Поролахти. Это один из первых больших жилищных комплексов послевоенной застройки: первые этапы застройки датируются 1946–1955 годами, а основное строительство — 1954–1964 гг. Первые жители появились в 1955 году. На территории расположены церковь, две школы, водонапорная башня, японский сад, Тухкимопуйсто (букв. «сад Золушки»), а также торговый центр, множество кафе и основных заведений сферы обслуживания. Район связан с остальной частью Хельсинки сетью автобусных маршрутов. Ближайшие станции метро — Herttoniemi и Itäkeskus, до которых можно добраться автобусом или пешком. Также через район проходят велосипедные маршруты, соединяющие восточную часть города с центром.   

## Население
По данным на начало 2020-х годов, в Ройхувуори проживает более 8000 человек. Население района социально разнообразно: здесь живут как пожилые коренные жители, так и молодые семьи, студенты и иммигранты. Уровень образования выше среднего, значительную часть населения составляют представители творческих профессий и сферы культуры. С начала 2000-х годов увеличилось также количество жителей с иммигрантским происхождением. Официальные статистические данные об уровне образования и доле иммигрантов по району не публикуются в открытом доступе [3]. Жилой фонд представлен в основном многоквартирными домами, но также включает таунхаусы и несколько частных домов, что способствует социальной разнородности населения. Сильное чувство общности и хорошо развитые местные службы делают Ройхувуори привлекательным местом жительства для людей на разных этапах жизни.  

## Архитектура и общественные объекты
- Библиотека. Была открыта в ноябре 1958 г по проекту Клауса Тандефельта. Библиотека избежала закрытия в 2010-е годы, была перепрофилирована и теперь функционирует как культурный центр.
- Начальная школа на Вуоренпейконтие (арх. Аарно Руусувуори, 1967), считается ярким примером школьной архитектуры 1960-х годов, включена в список ценных архитектурных объектов города.
- Церковь построена в 1970 году по проекту Лаури Сильвеннойнена. Витраж Cirriculum vitae создал Рейно Хиетанен.
- Японский сад и вишнёвый сад (фин. Kirsikkapuisto). Сады разбиты на месте бывшего каменного карьера в период с 1992 по 1998 год силами программы занятости. Изначально парк планировалось посвятить М. С. Горбачёву, но после распада СССР было решено превратить его в японский сад с акцентом на восточные виды деревьев клены-сакуры. Там ежегодно проходят ханами-фестивали.
- Водонапорная башня грибообразной формы, известная под названием Vesirousku (букв. жёлто-зелёная рядовка) и являющаяся визитной карточкой района. Башня высотой 52 м, вмещающая 126000 м³ воды, была построена в 1976–1977 годах. Башня, что уникально для Финляндии, не имеет теплоизоляции, поэтому вода в ней может частично замерзать зимой[2].

## Сообщество и развитие
Название «Ройхувуори» восходит к названию главной улицы Roihuvuorentie. Улица и район получили финское название в январе 1958 года.  В шутку район называли «Сатумаа» («Страна чудес»), и соответствующая тема продолжила жить в названиях улиц: Lumikintie («улица Белоснежки»), Tuhkimontie («улица Золушки»), Punahilkantie («улица Красной Шапочки») и т. д. С начала 2000-х в общественной обсуждение будущего района активно вовлекаются жители: обсуждаются проекты по развитию районной застройки и зелёных зон, пешеходных и велосипедных дорог, новым общественным функциям. В 2012 году район был признан «районом года» за активную деятельность и сплоченность местного сообщества.  

## Достопримечательности

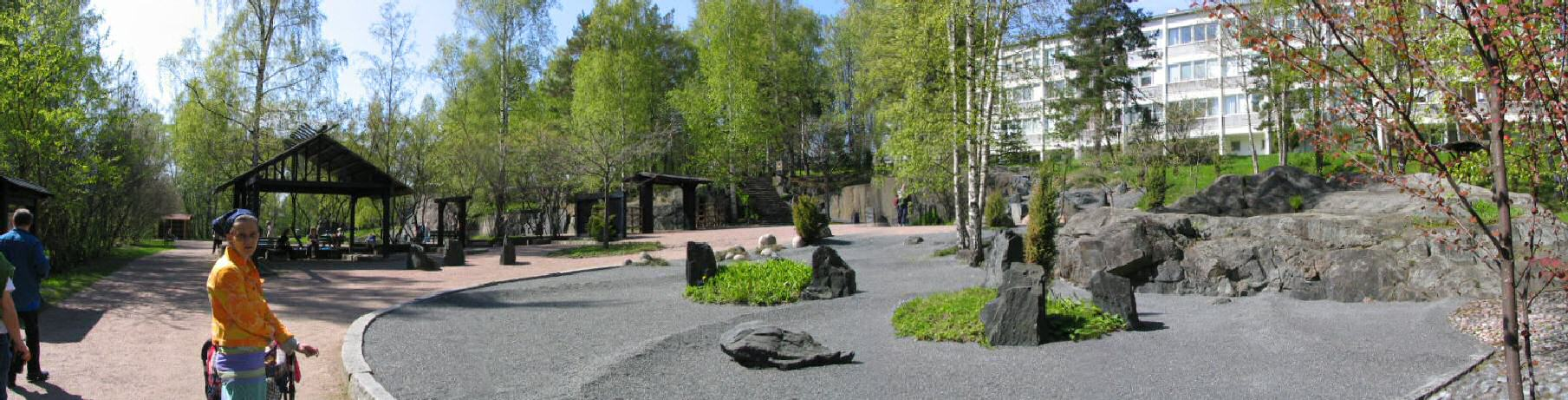
Сад в японском стиле

Японский сад — это парк, спроектированный ландшафтным дизайнером Вирве Вейстеря и воплощённый в реальность Юккой Тойвоненом и парковым дизайнером Кайсой Илонен. Он занимает площадь 9 238 м² и разделён на четыре зоны. Строительство парка началось в 1992 году, он был открыт для публики шесть лет спустя — в 1998 году. В том же году парк получил премию «Экологическое сооружение года». В парке, в основном вручную, были построены такие элементы, как Лунные врата, бамбуковые ограждения, крытые навесы из дранки, каменные композиции, волны из песка и ручей под названием «Море жизни». Зоны парка названы в честь четырёх священных животных: сад маленького Синего Дракона, сад Красного Феникса, сад Белого Тигра, парковый лес Чёрной Черепахи. Каждую весну во время цветения сакуры в парке собирается много туристов. Особенно это место популярно среди японцев, проживающих в Хельсинки. С 2008 года в Ройхувуори ежегодно проводится праздник Ханами. Хотя основное празднование проходит в расположенном неподалёку Садe сакур (Kirsikkapuisto), японский сад также наполняется посетителями. Цветение сакуры длится чуть меньше двух недель. В японском саду растут саженцы розовой сакуры (Prunus sargentii).